# ネウイミン第2彗星
ネウイミン第2彗星（英語: 25D/Neujmin）は、1916年2月24日にソビエト連邦の天文学者グリゴリー・ネウイミンがシメイズ天文台で発見した太陽系の周期彗星である。その後、ヤーキス天文台のジョージ・ファン・ビースブルックとグリニッジ天文台のフランク・ダイソンによって同年3月1日にも確認された。
グリニッジ天文台のアンドリュー・クロンメリンにより、1921年に再び接近することが予測されたが、観測されなかった。1927年に再び接近が予測されたが、やはり観測されなかった。現在では1927年2月10日以降、ネウイミン第2彗星は見失われた状態のままであり、接近時の予報も不確かなものなので再発見される可能性はほとんど無いとされている。ちなみに、1970年から1971年頃に回帰が予想された際、ネウイミン第2彗星を再発見する為に観測を行った小島信久によりネウイミン第2彗星が観測できる予報位置の近くで別の彗星が発見され、この彗星は小島彗星（70P/Kojima）と命名された。